# Herford

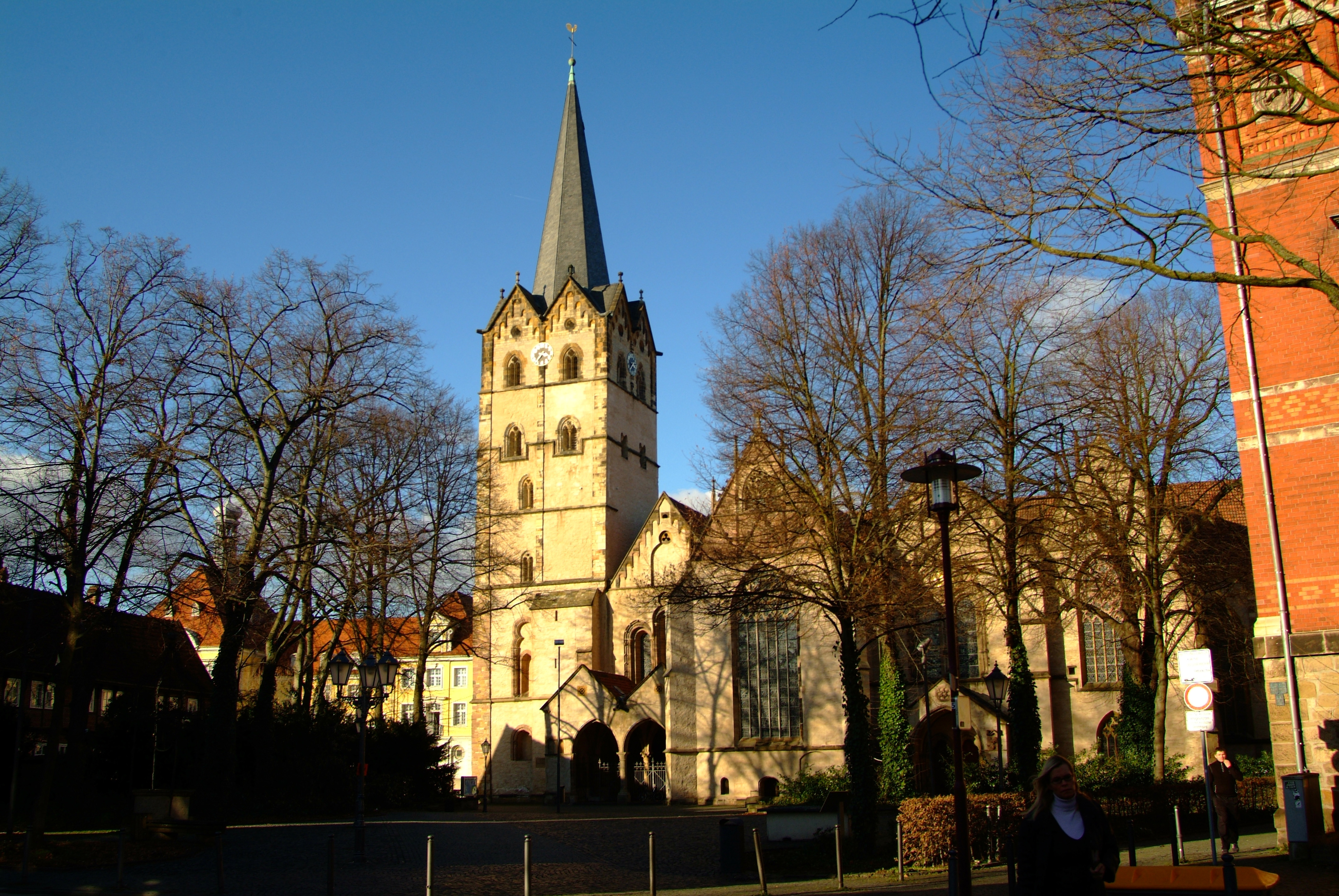
Herford Minster.

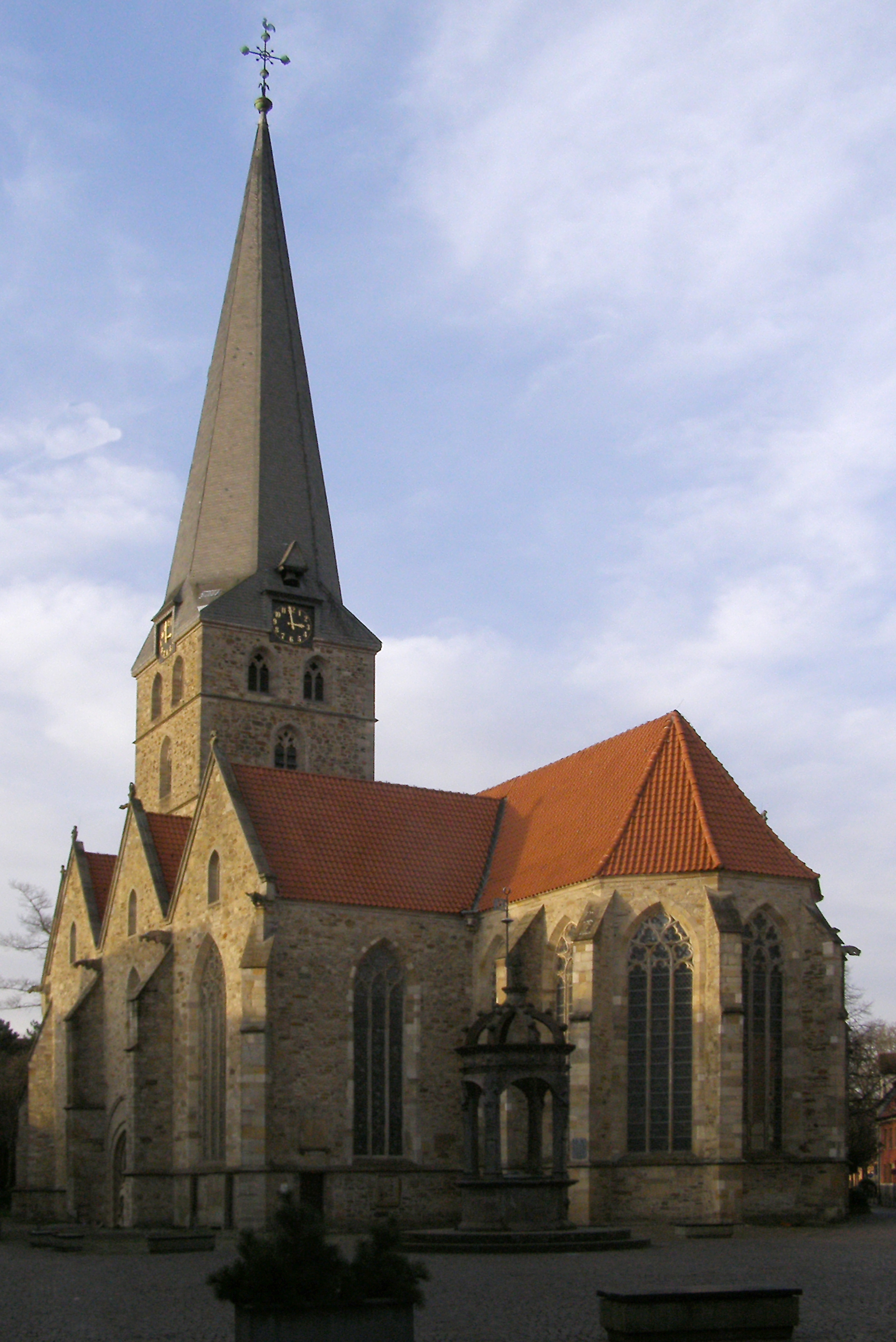
Igreja de São João.

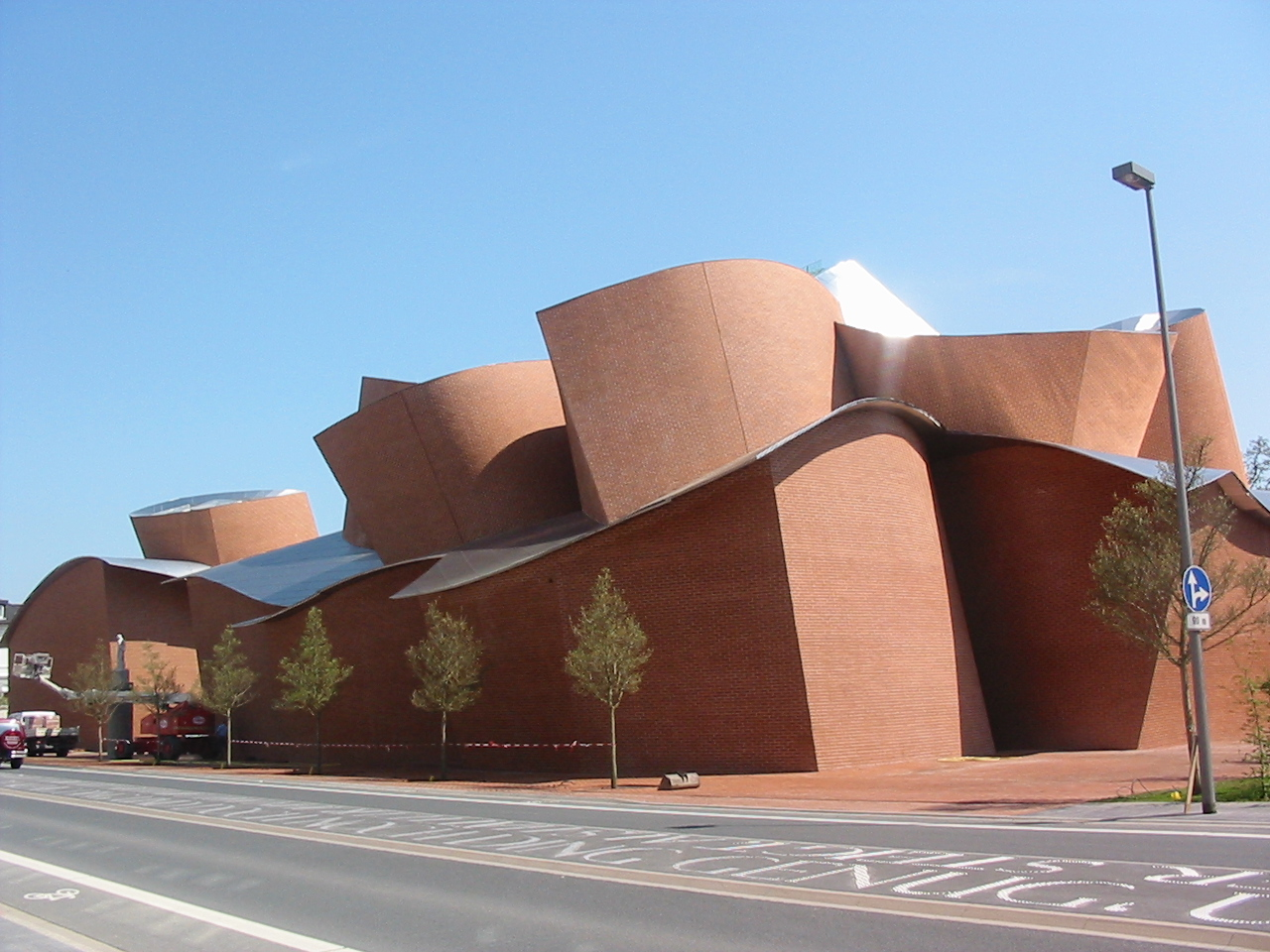
O museu de arte contemporânea MARTa.

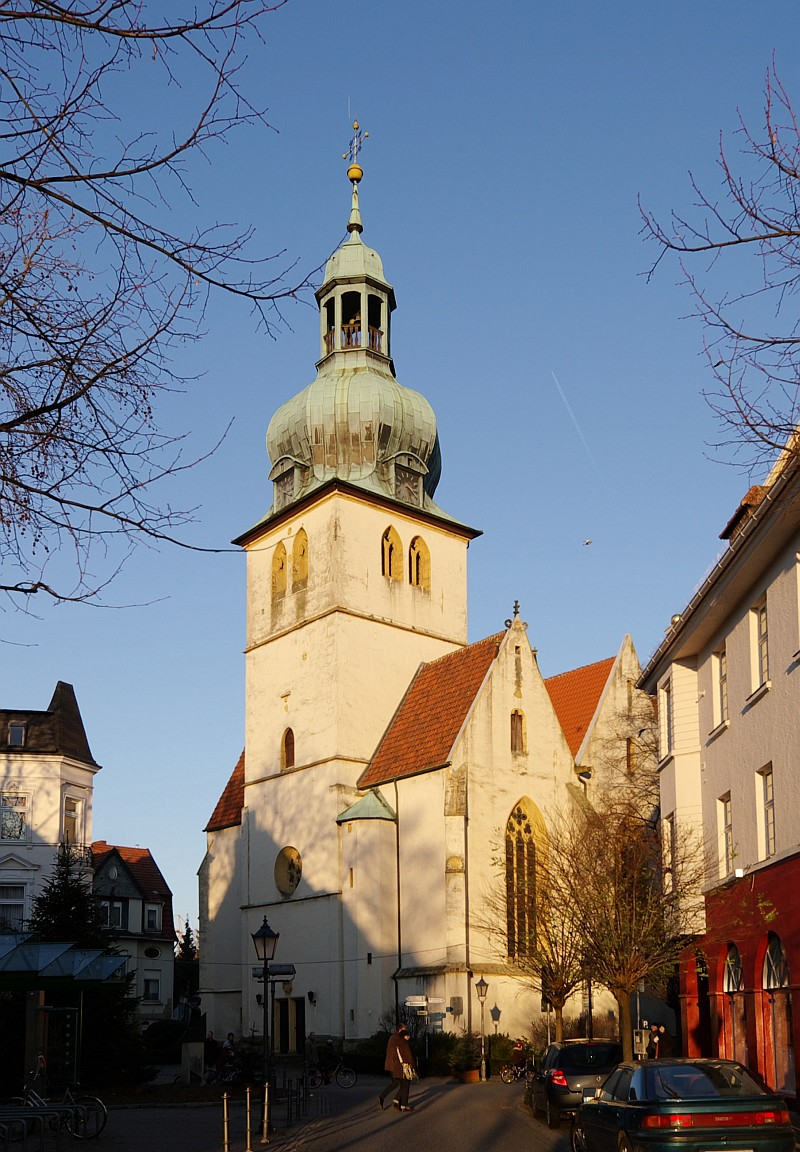
Igreja de Santiago.

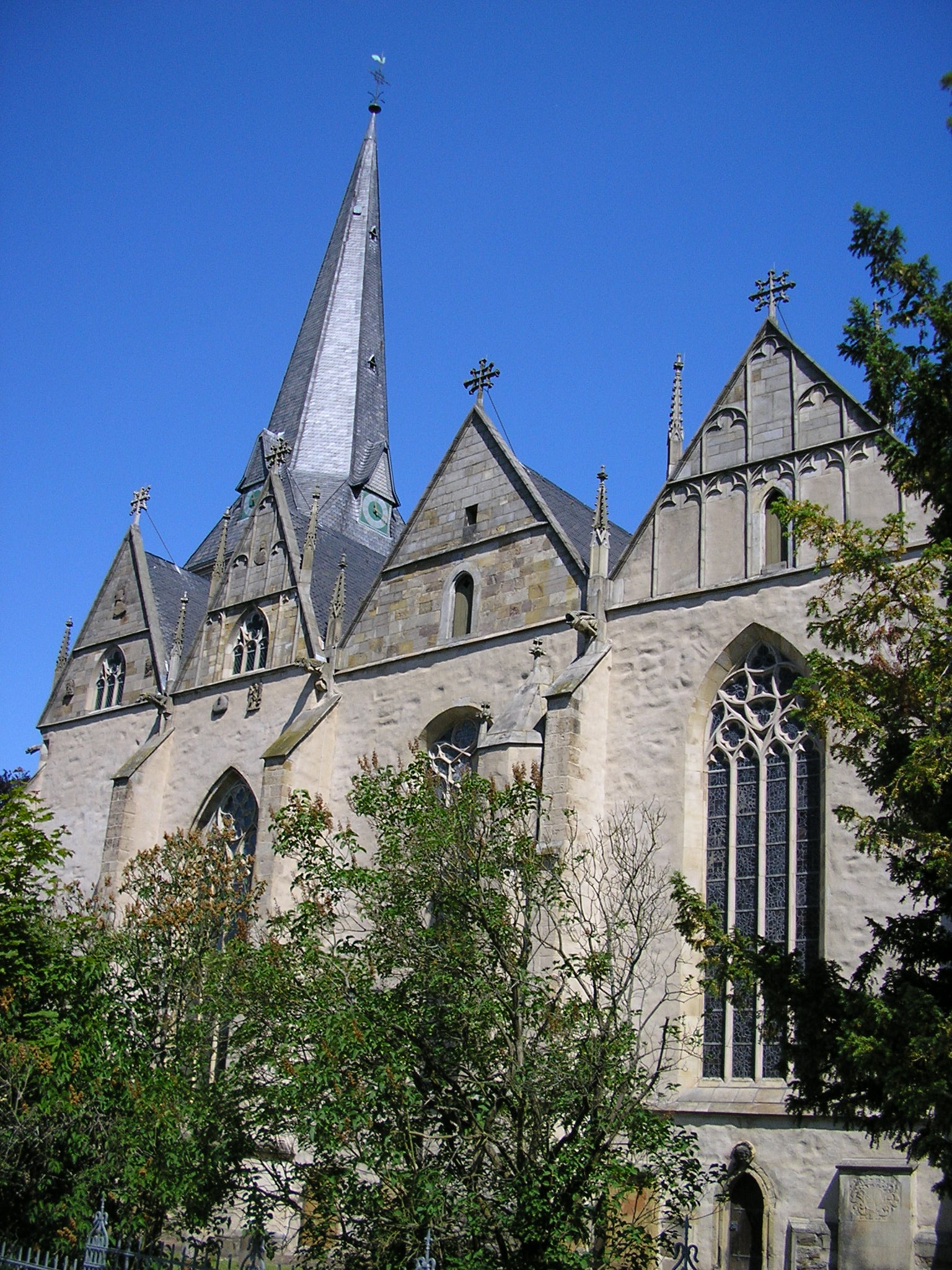
Igreja de Santa Maria.

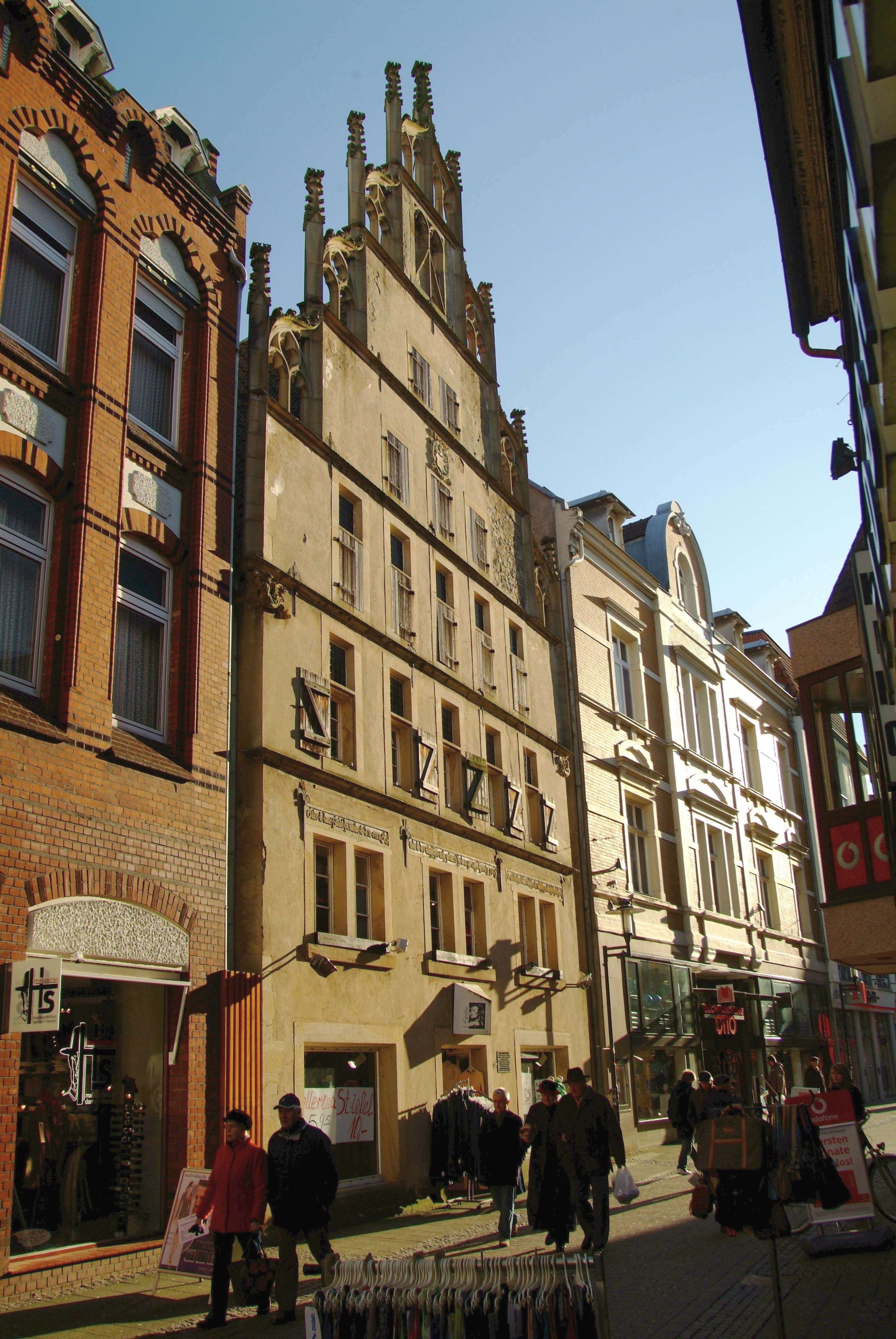
Buergermeisterhaus - Antiga residência municipal.

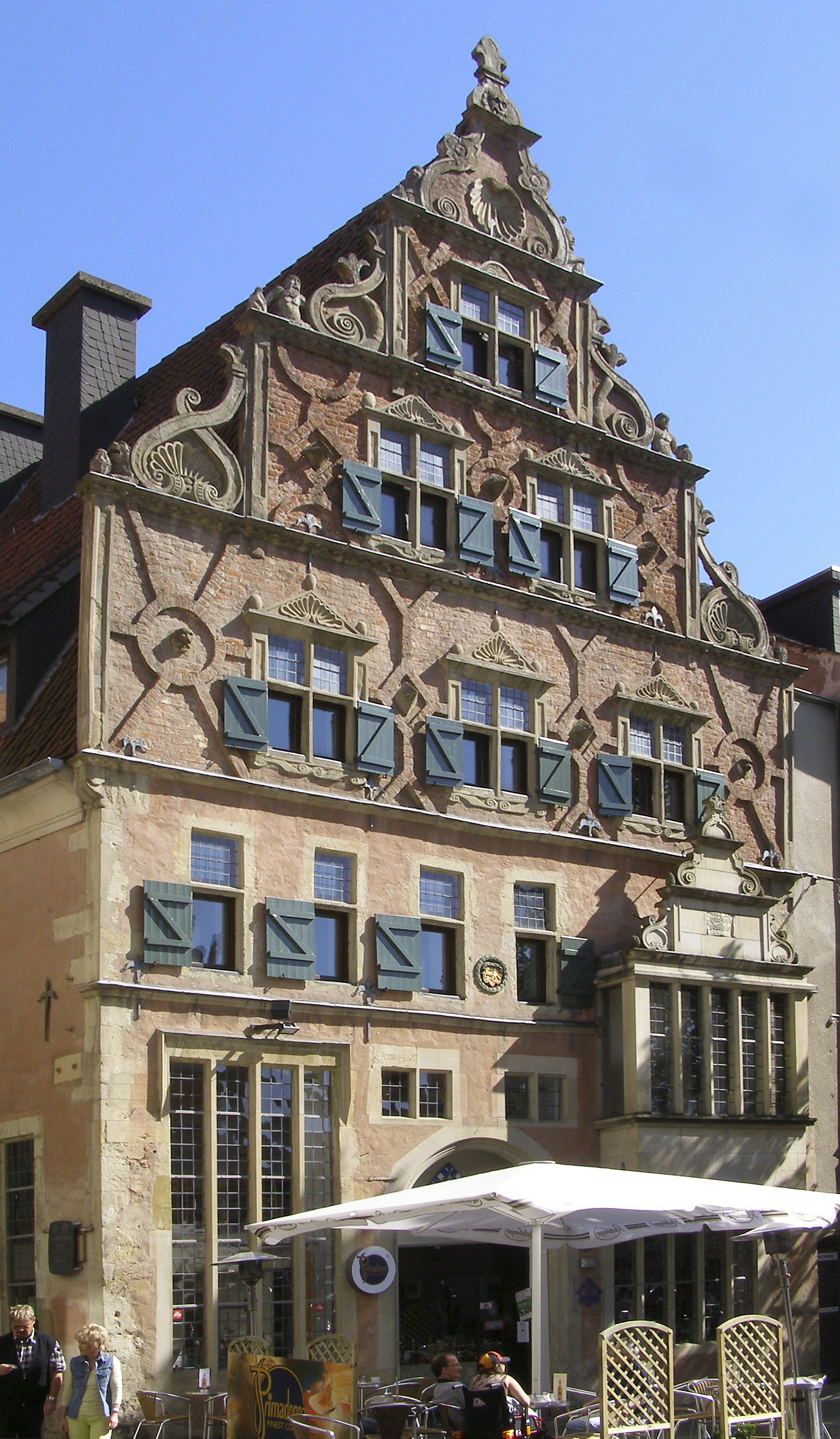
Wulferthaus.

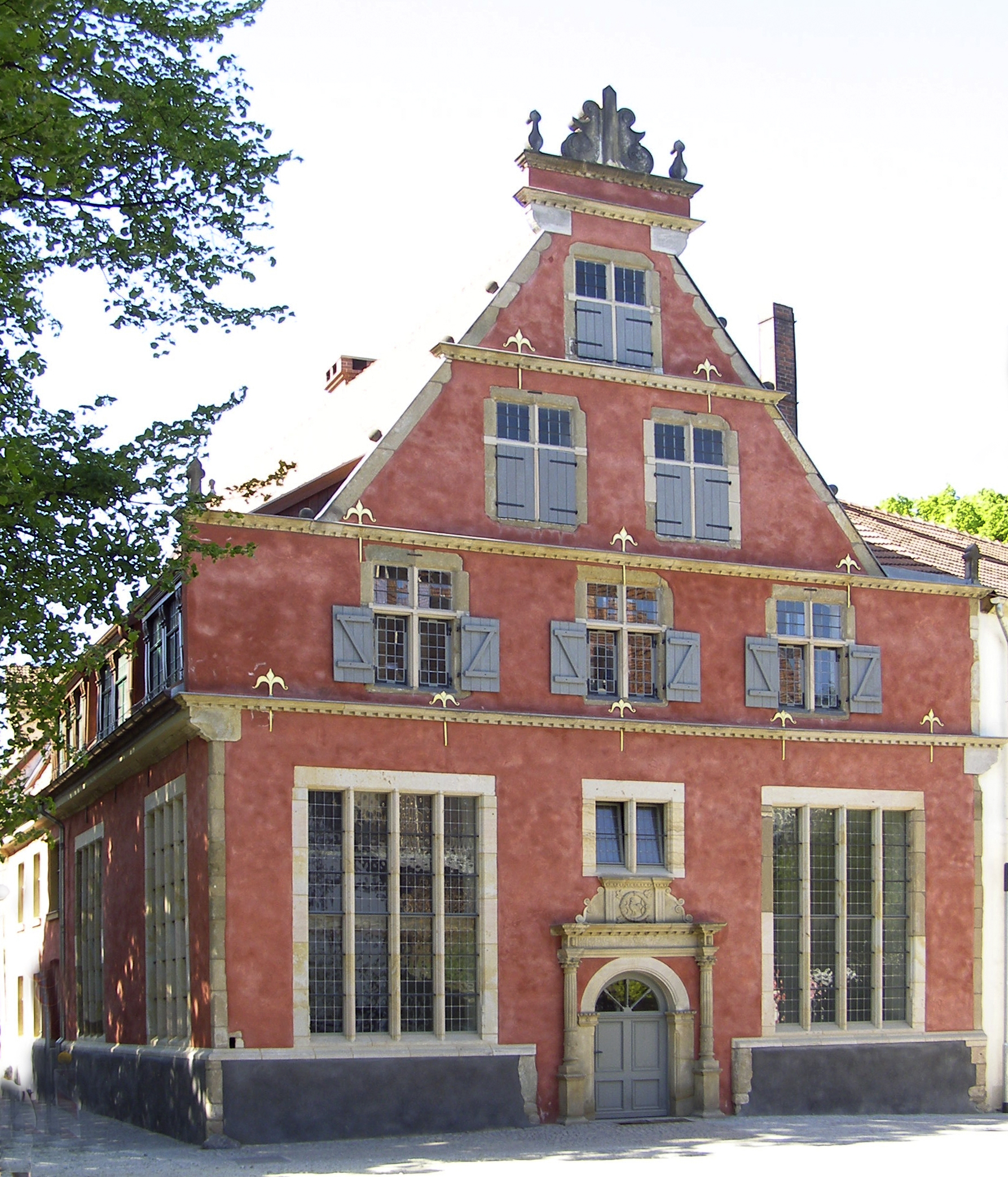
Frueherrenhaus.

Herford (IPA: [hɛɐ̯fɔɐ̯t]) é uma cidade da Alemanha, capital do distrito homónimo, na região administrativa de Detmold, estado da Renânia do Norte-Vestfália. A cidade tem cerca de 65 000 habitantes e localiza-se numa região aplainada entre as Colinas de Wihen (Wiehengebirge) e a Floresta de Teutoburg (Teutoburger Wald).

## Geografia
A antiga cidade hanseática de Herford situa-se num largo vale na parte sul das colinas de Wihen, numa região conhecida por Colinas de Ravensberg (em alemão: Ravensberger Mulde ou Ravensberger Hügelland). O ponto mais alto da região é o Dornberg (240 m), nas proximidades do Schwarzenmoor, e o ponto mais baixo (56 m) está localizado no Werretal (vale do rio Werre) em Falkendiek. O rio Aa junta-se ao rio Werre no centro da cidade. O monte Stuckenberg está localizado a leste da cidade.

### Cidades vizinhas
- Oeste: Enger, Hiddenhausen
- Norte: Löhne
- Nordeste: Vlotho
- Sudeste: Bad Salzuflen (distrito de Lippe)
- Sudoeste: Bielefeld.

### Divisões administrativas
| - Altstädter Feldmark - Neustädter Feldmark - Radewiger Feldmark | - ¹ Diebrock - ¹ Eickum - ¹ Elverdissen | - ¹ Falkendiek - ¹ Herringhausen - ¹ Laar | - ¹ Schwarzenmoor - ¹ Stedefreund |

## História
A cidade foi fundada no ano  de 789 por iniciativa de Carlos Magno, a fim de guardar um estreito vau que ali era utilizado para atravessar o rio Werre. Um século mais tarde, Matilda, filha de Teodeberto, duque da Saxónia, e descendente do líder saxão Widukind, cresceu na abadia de Herford. Em Herford ela conheceu Henrique, o Passarinheiro, que mais tarde se tornou rei da Alemanha.
Em tempos medievais a cidade de Herford foi um membro da Liga Hanseática. Era uma cidade imperial livre, isto é, que diretamente subordinado ao imperador do Império Sacro Romano-Germânico. Aquele estatuto foi perdido após a Paz de Vestfália, celebrada em 1648, quando Herford foi anexada pelo estado de Brandemburgo-Prússia. Foi administrado dentro da província prussiana de Vestefália no período posterior às Guerras Napoleónicas. Após a Segunda Guerra Mundial foi integrada no novo estado da Renânia do Norte-Vestfália.

## Cultura e locais de interesse
- A igreja abacial de Herford (Münsterkirche) é uma igreja-salão ao estilo do período final da arquitetura românica, construído entre 1220 e 1250 como parte da Herford Fürstabtei (Mosteiro de Herford). É uma das igrejas-salão mais antigas da Alemanha.
- Igreja de Santiago (Jakobikirche ou Radewiger Kirche) é um templo do tipo igreja-salão, construído no estilo gótico tardio por volta de 1330.
- Igreja de São João (St. Johannis ou Neustädter Kirche) é uma igreja gótica, construída por volta de 1340.
- Igreja de Santa Maria (St. Marien auf dem Berge) é uma igreja-salão de gótico tardio. Foi concluída cerca de 1325/1350, como parte de um mosteiro.
- Edifício da Câmara Municipal, construído entre 1913 e 1916 segundo projecto de Paul Kanold em estilo neo-barroco.
- Neustädter Rathaus (Câmara Municipal antiga), construída por volta de 1600. Em 1930 foi-lhe removido o frontão, mas foi reconstruído 1988-1989.
- Remensnider-Haus, Brüderstraße 26, um edifício em enxaimel (Fachwerkhaus) ao estilo gótico tardio, construído em 1521.
- Kantorhaus, Elisabethstraße 2, um edifício em enxaimel,construído cerca de 1484/1494.
- Holanda 21, edifício em enxaimel datado de 1554.
- Holanda 39, edifício em enxaimel datado de 1559.
- Bürgermeisterhaus, Höckerstraße 4, um edifício em alvenaria de pedra, ao estilo gótico tardio, datado de 1538, com uma empena em degraus semelhantes às casas típicas de Münster e Bielefeld.
- Frühherrenstraße 11, um edifício renascentista datado de 1591.
- Wulfert-Haus, Neuer Markt 2, um edifício em tijolo, de empenas altas, construído em estilo renascentista, datado de 1560.

### Museus
O MARTa Herford é um museu de arte contemporânea e design, instalado num edifício desenhado por Frank Gehry. Foi aberto ao público em Maio de 2005. As suas exposições mudam regularmente. O atual diretor artístico é Roland Nachtigäller.
O museu Daniel-Pöppelmann-Haus de Herford explora a história da cidade.
Nos baixos da Câmara Municipal está instalado um memorial (Gedenk-, Dokumentations- und Begegnungsstätte Zellentrakt) relembrando a perseguição e a obliteração das minorias étnicas na cidade. Planos para construir um museu da história da cidade, junto à Câmara Municipal e à Münsterkirche, foram adiadas.

### Música e teatro
Herford é a sede do Nordwestdeutsche Philharmonie (Orquestra Filarmónica do Noroeste da Alemanha), que realiza regularmente concertos no Stadtpark Schützenhof, assim como em muitas cidades vizinhas. Eugene Tzigane é o principal maestro (2010-presente). O atual diretor é Andreas Kuntze.
O Stadttheater (Teatro Municipal) oferece assentos para 706 espectadores e é visitado por múltiplas companhias de teatro.

### Eventos regulares
- Feira de Páscoa em torno da Páscoa (Oster-Kirmes)
- Festival Jazz de Maio - Performances de artistas de jazz diferentes em um par de barras
- Summer Órgão
- Visions Fair junho
- Estágio de Verão (Sommerbühne) - Concertos na praça entre a prefeitura e Câmara de mercado
- Hoekerfest agosto - Festival Municipal com abundância de eventos no centro da cidade
- City Fair outubro - No centro da cidade
- Herbstzeitlos (Autumnally atemporal) Outono - Exposição no local de depósito de ex-
- Festa do Vinho Outono - Em Gänsemarkt
- Luzes de Natal dezembro - Natal Municipal feira (Weihnachtsmarkt)

## Presença militar britânica
Localiza-se em Herford o quartel-general do 1.st Armoured Division e Signal Regiment, parte das Forças Britânicas na Alemanha. Atualmente, estão ali aquartelados 870 soldados servindo em três quartéis (Wentworth Barracks, Barracks Hammersmith e Barracks Harewood). Herford tem um endereço postal dos serviços postais militares britânicos (BFPO 15). Incluindo o pessoal civil e famílias, 2200 britânicos vivem em Herford.
O Serviço de Radiodifusão das Forças Armadas Britânicas, o British Forces Broadcasting Service (BFBS), teve o seu principal estúdio para a Alemanha localizado no Quartel Wentworth até 2009, ano em que foi mudado para Hohne.

## Ligações
Herford é cidade-gémea de:
- Voiron, Isère, França
- Quedlimburgo, Saxônia-Anhalt, Alemanha
- Hinckley, Leicestershire, Reino Unido
- Fredericia, Syddanmark, Dinamarca
- Gorzów Wielkopolski, Voivodia de Lubusz, Polónia
- Logan, Utah, USA

Cidades com acordos de amizade e cooperação:
- San Jose, California, USA
- Quincy, Illinois, USA
- Vodice, Šibenik-Knin, Croácia

## Personalidades nascidas em Herford
- século XIII, Heinrich von Herford
- 1610, Otto Tachenius, cirurgião e farmacêutico
- 1662, Daniel Pöppelmann, arquitecto conhecido pelas suas obras nos estilos rococó e barroco, construtor da Dresdener Zwinger
- 1686, Christian Klausing, organeiro
- 1705, Gerhard Friedrich Müller, explorador da Sibéria
- 1842, Nikolaus Dürkopp
- 1846, Friedrich Adolf Richter
- 1868, Friedrich Bockelmann
- 1875, Carl Severing, político (SPD)
- 1882, Otto Weddigen, comandante de submarino na Primeira Guerra Mundial
- 1883, Hermann Höpker-Aschoff, político (DDP, FDP)
- 1886, Heinrich Höcker, político (SPD)
- 1892, Karl Steinhoff
- 1892, Reinhard Maack
- 1897, Friederike Nadig
- 1897, Erich Gutenberg
- 1909, Heinz Röttger
- 1930, Hans-Heinz Emons, académico, Ministro da Educação e Juventude no derradeiro governo da República Democrática Alemã
- 1947, Elke Wülfing
- 1947, Dr. Wilhelm Leber
- 1954, Marian Gold
- 1955, Christian Bogner
- 1960, Karl-Heinz Wiesemann
- 1960, Ralph Herforth, ator
- 1961, Wiglaf Droste
- 1965, Thomas Helmer
- 1971, Martin Heckmanns
- 1972, Eva Haßmann
- 1982, Philipp Heithölter